# Fußball Club Gratkorn
Il Fußball Club Gratkorn, chiamato comunemente FC Gratkorn, è una società calcistica con sede a Gratkorn, nel land austriaco della Stiria.
Fu fondato nel 1921 e milita in Regionalliga, la terza divisione del campionato austriaco di calcio.

## Storia
Fondata nel 1921 come Sportverein Gratkorn, il club si affiliò alla Steirischer Fußball-Verband nel 1936. Sessant'anni dopo, nel 1996, ottenne il primo titolo regionale della sua storia e, con esso, la prima promozione in Regionalliga, cambiando contemporaneamente nome in Fußball Club Gratkorn. Dopo alcune stagioni di ambientamento, i bianchi furono in grado di sferrare l'assalto alle prime posizioni della classifica e, nella stagione 2003-2004, furono promossi in Erste Liga.
Nella stagione 2007-2008 il Gratkorn ha ottenuto il miglior risultato in assoluto nella sua storia, con il 2º posto nella lega cadetta a notevole distanza dal Kapfenberger promosso in Bundesliga.
Al termine della stagione 2010-2011, conclude il campionato all'ultimo posto retrocedendo in Regionalliga. Il 2 maggio 2013 fu annunciato un accordo per fondare una nuova società, il Grazer und Gratkorner Athletik Fußballklub (abbreviato in GAK2, letteralmente GAK Quadrat), riprendendo i colori sociali e parte del nome del defunto Grazer AK. Fautori della fusione sono stati il presidente del Gratkorn, Schenkirsch, l'ultimo presidente del club di Graz, Fischl, unitamente a Piet Hoyos, Günther Koschak, Josef Prasser e Michael Bretterklieber. La dirigenza ha subito annunciato di puntare alla promozione in Bundesliga, tuttavia un altro club, il Grazer Athletiksport-Club (GAC) ha deciso di ripartire dalla 1. Klasse 2013-2014 e si propone come legittimo successore del GAK.
Andreas Moriggl viene assunto come nuovo allenatore il 5 giugno. Ma, pochi giorni dopo, viene resa nota l'apertura di un'inchiesta a carico del club, per sospette irregolarità finanziarie. Il 20 giugno si apre ufficialmente la procedura fallimentare, sollecitata dai calciatori, da tempo senza stipendio.

## Stadio
Il Gratkorn gioca le sue partite casalinghe nello Sportstadion Gratkorn, che ha una capacità di 3 000 posti, di cui 1 000 a sedere. Questo stadio continuerà ad essere utilizzato anche in caso di "fusione" con il Grazer AK, ma è previsto l'uso del Graz-Liebenau in caso le presenze superino i 3 500 spettatori.

## Rose stagioni precedenti
- 2010-2011

## Palmarès

### Competizioni nazionali
- Campionato di Regionalliga: 1

2003-2004

### Competizioni regionali
- Campionato della Stiria: 1

1995-1996

### Altri piazzamenti
- Erste Liga:

Secondo posto: 2007-2008